# 庫務大樓
庫務大樓（英語：Treasury Building）是香港一棟政府合署，位於香港九龍深水埗區長沙灣東京街西3號，即東京街西與通州街交界。大樓樓高22層，佔地5,121平方米，總樓面面積約26,500平方米。工程於2018年9月開始，耗資逾22億8,100萬港元，由王董建築師事務所負責設計，日本五洋建設負責興建，於2022年年中竣工。
庫務大樓位不但作為庫務署的總部，同時亦有超過10個政府部門會在大樓設立辦事處，包括審計署、電影、報刊及物品管理辦事處、數字政策辦公室、選舉事務處等政府部門。

## 歷史
政府產業署於2014年6月向深水埗區議會進行諮詢，建議在長沙灣興建新政府大樓，2014年10月向立法會申請1億320萬港元研究是否興建庫務大樓，並於2015年6月24日獲得立法會同意。2018年3月5日，政府向立法會財經事務委員會提交文件，計劃興建庫務大樓，並於同年4月25日提交立法會工務小組委員會，申請撥款22億8100萬港元興建庫務大樓，6月1日獲得立法會通過，並計劃在2018年第3季動工，2022年第2季竣工。
2023年3月1日，南昌家庭醫學中心遷入庫務大樓。
2023年10月24日，選舉事務處選舉資訊中心遷入庫務大樓。
庫務大樓於2024年3月12日舉行開幕典禮，並由財政司司長陳茂波、財經事務及庫務局局長許正宇及常任秘書長（庫務）朱曼鈴、庫務署署長張秀蘭、政府產業署署長馮建業主禮。
2024年11月8日，庫務大樓外牆三度出現塗鴉，警方其後以刑事毀壞拘捕一名28歲本地女子。

## 設施
除了一般政府辦公室用途外，庫務大樓亦提供額外的公共服務設施，包括南昌家庭醫學診所、設有100個名額的幼兒中心、40個名額的長者日間護理中心，以及勞工處的招聘中心，為市民提供不同的服務。庫務大樓並提供65個停車位，同時亦設有平台花園。庫務大樓鄰近長沙灣站和南昌站，附近亦有巴士和小巴服務，方便市民前往。

## 建築設計
庫務大樓的設計呼應長沙灣曾作為本港紡織及製衣業中心的一段歷史。此外，大樓亦採用了多項綠化及可持續發展的設計，獲得了多項建築獎項和認證，是名副其實的傑出綠色建築。
| 樓層        | 部門/機構                                                                      |
| ----------- | ------------------------------------------------------------------------------ |
| 16/F - 21/F | 庫務署                                                                         |
| 15/F        | 數字政策辦公室會議室，香港警務處性格及認知能力評估中心，庫務署資訊系統部       |
| 14/F        | 數字政策辦公室總部                                                             |
| 13/F        | 數字政策辦公室轄下1823電話中心                                                 |
| 10/F - 12/F | 數字政策辦公室                                                                 |
| 9/F         | 選舉事務處選民登記部（功能界別組）                                             |
| 8/F         | 選舉管理委員會，選舉事務處首長級人員辦公室、委員會及研究部、行政部、傳媒關係組 |
| 7/F         | 勞工處僱傭申索調查科，選舉事務處選舉資訊中心、資訊科技管理部、行政部（會計組） |
| 6/F         | 香港警務處心理服務課，選舉事務處選民登記部（功能界別組）                       |
| 5/F         | 保安局酷刑聲請上訴委員會、免遣返聲請呈請辦事處                                 |
| 4/F         | 香港郵政長沙灣派遞局                                                           |
| 3/F         | 通訊事務管理局辦公室 - 電影、報刊及物品管理辦事處                              |
| 2/F         | 勞工處飲食業招聘中心及零售業招聘中心，庫務署退休金諮詢處                       |
| 1/F         | 幼兒中心（尚未開放）                                                           |
| G/F         | 南昌家庭醫學診所，長者日間護理中心（尚未開放）                                 |
| 地庫        | 停車場                                                                         |

## 大樓圖集

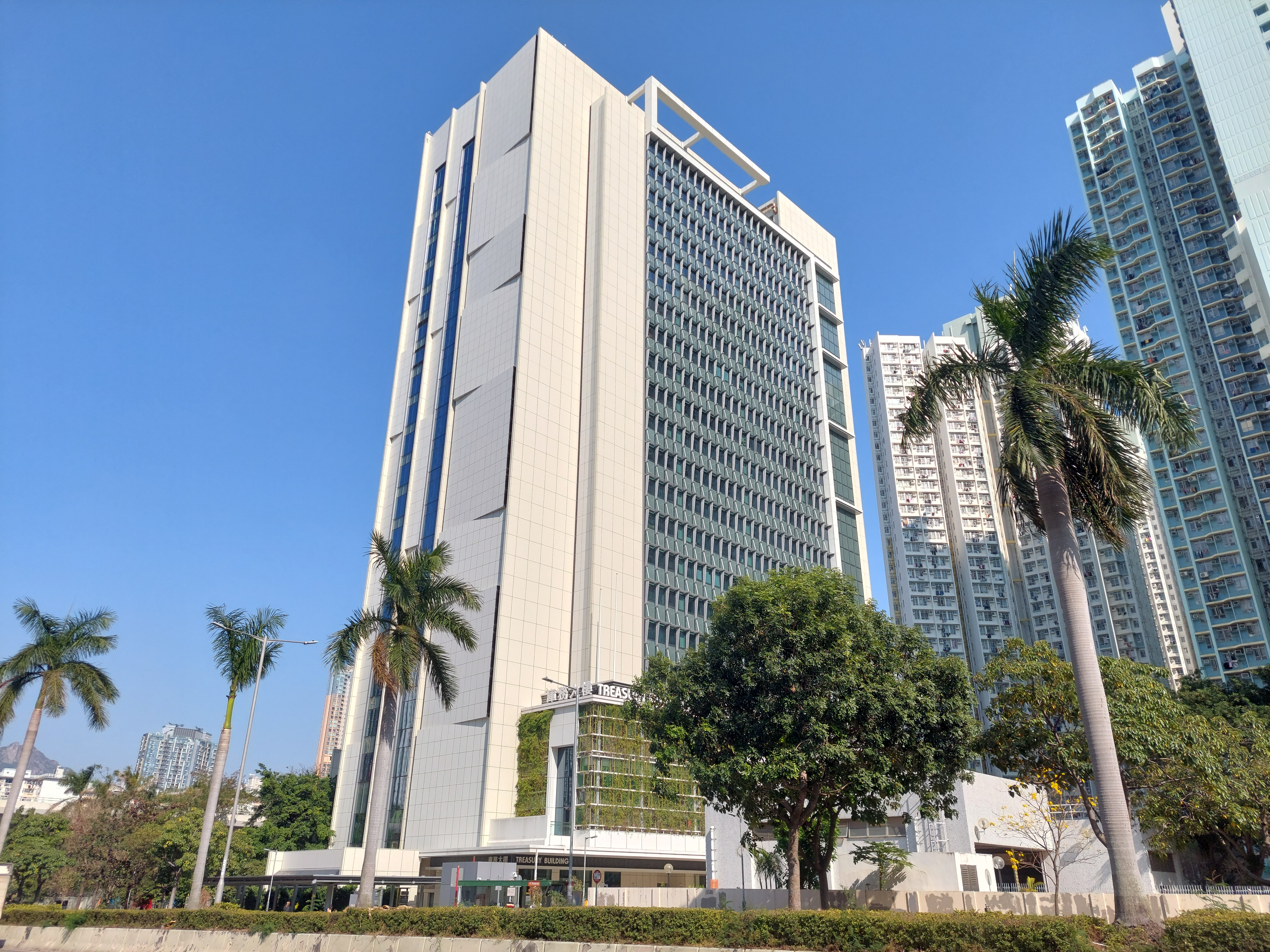
東京街角度
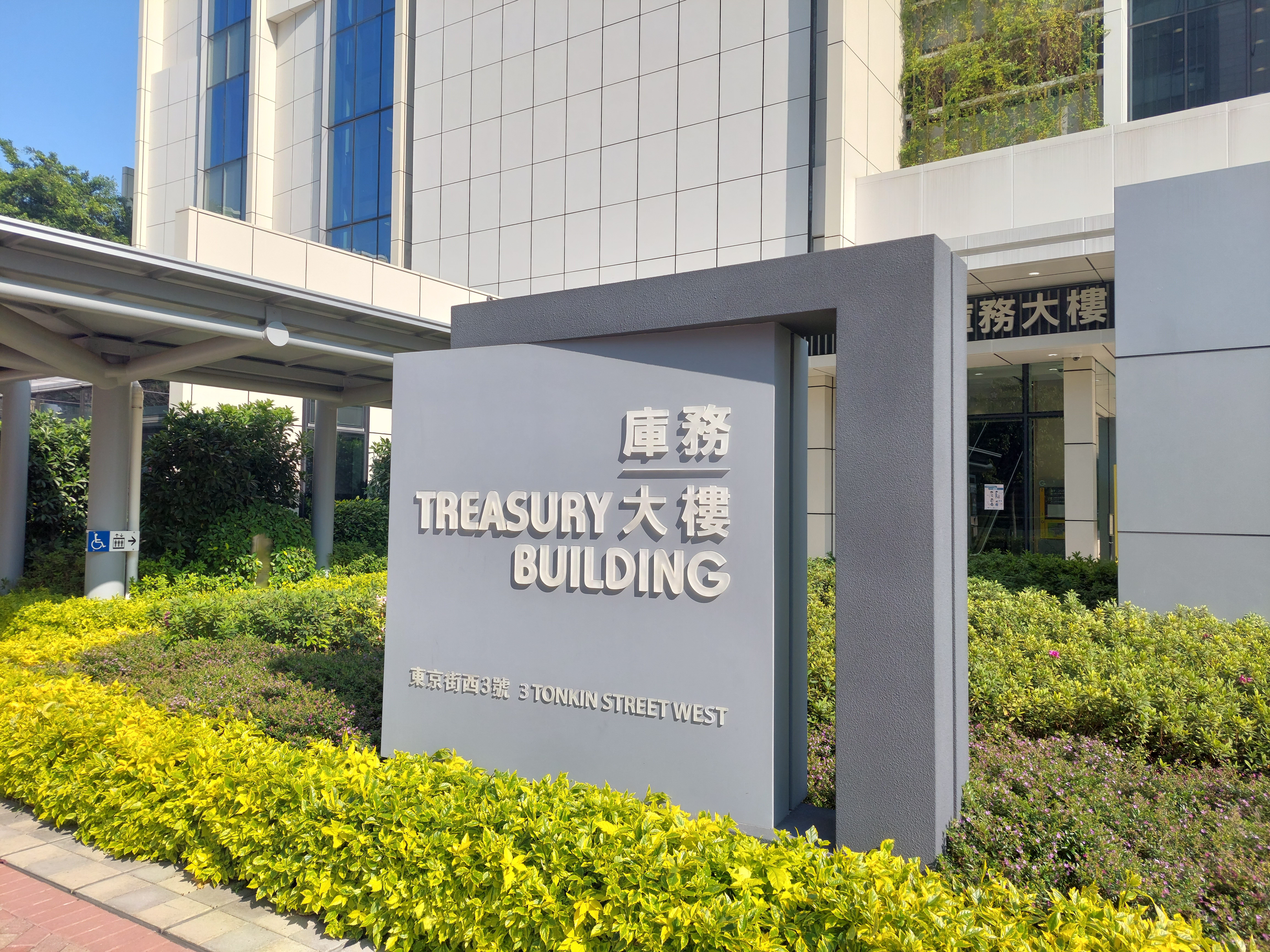
門牌
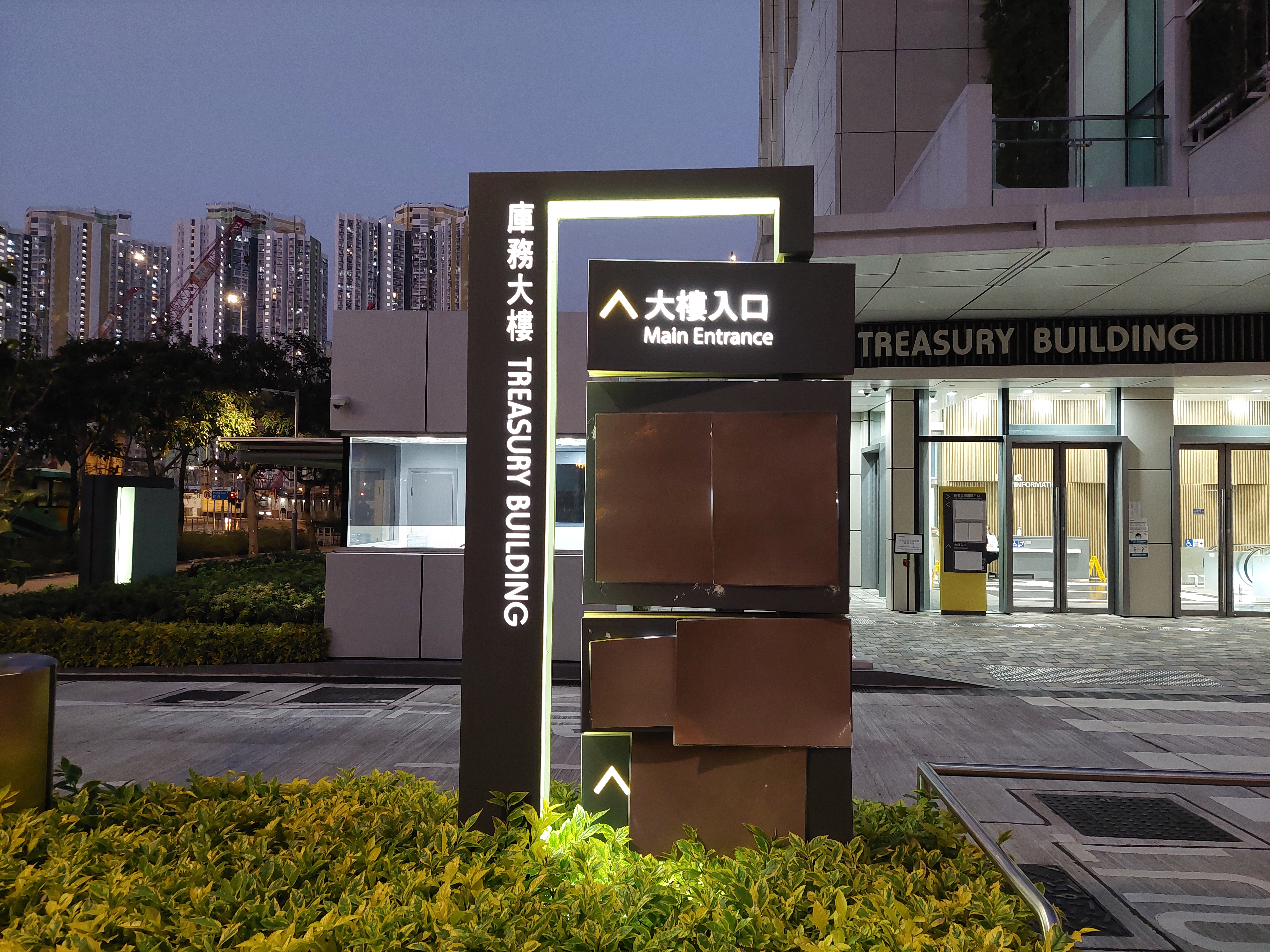
指示牌
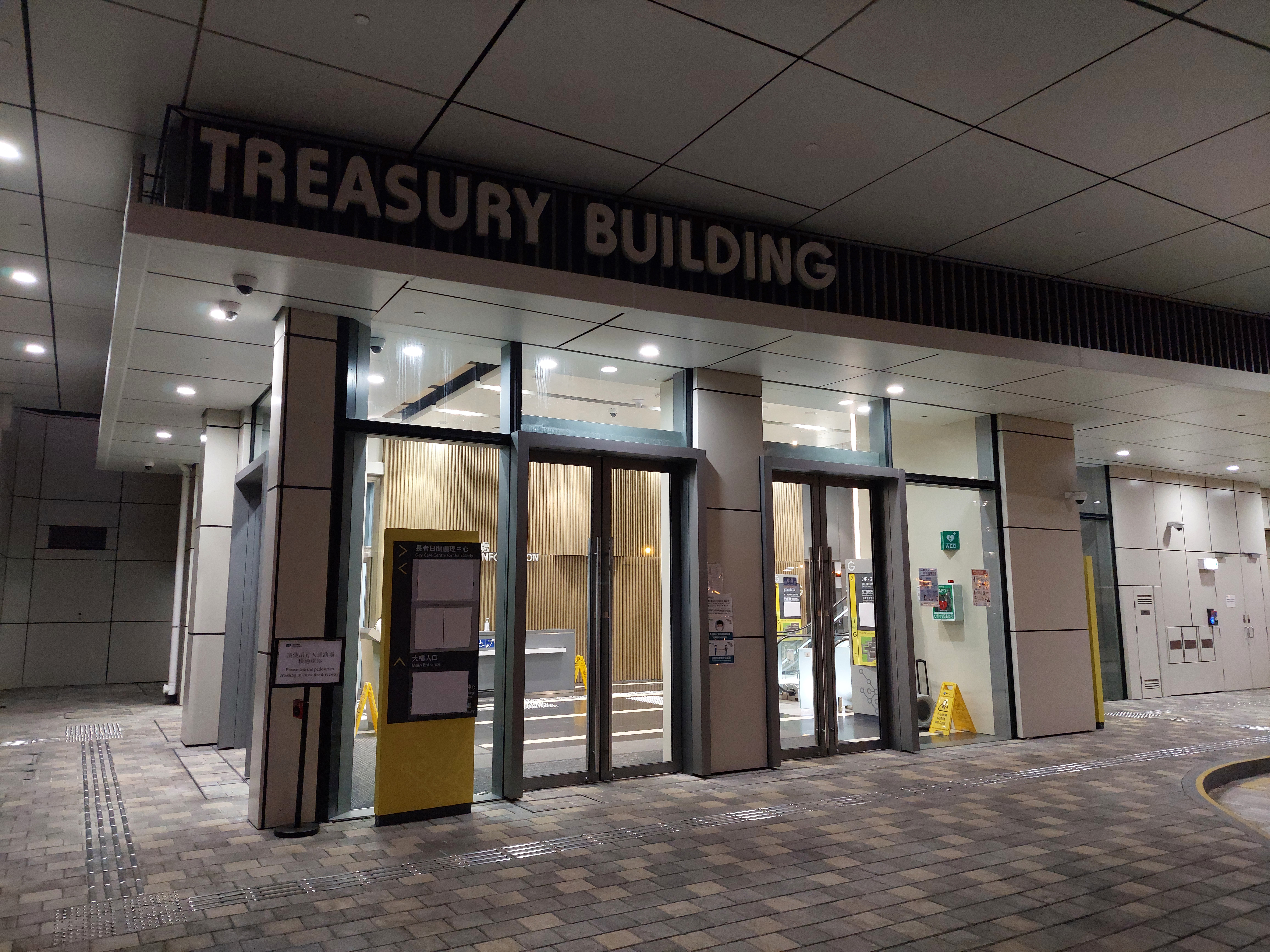
正門入口
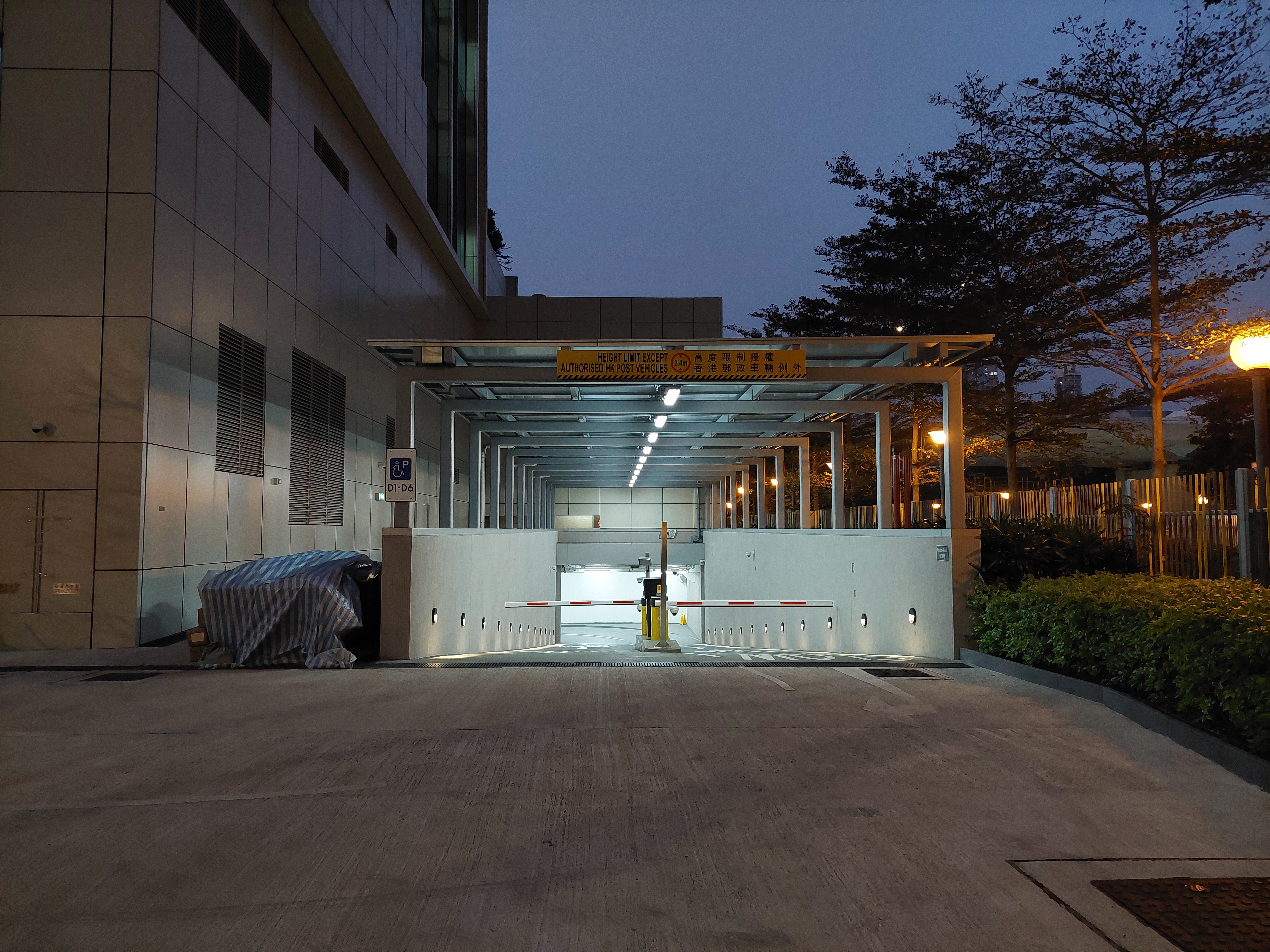
停車場入口
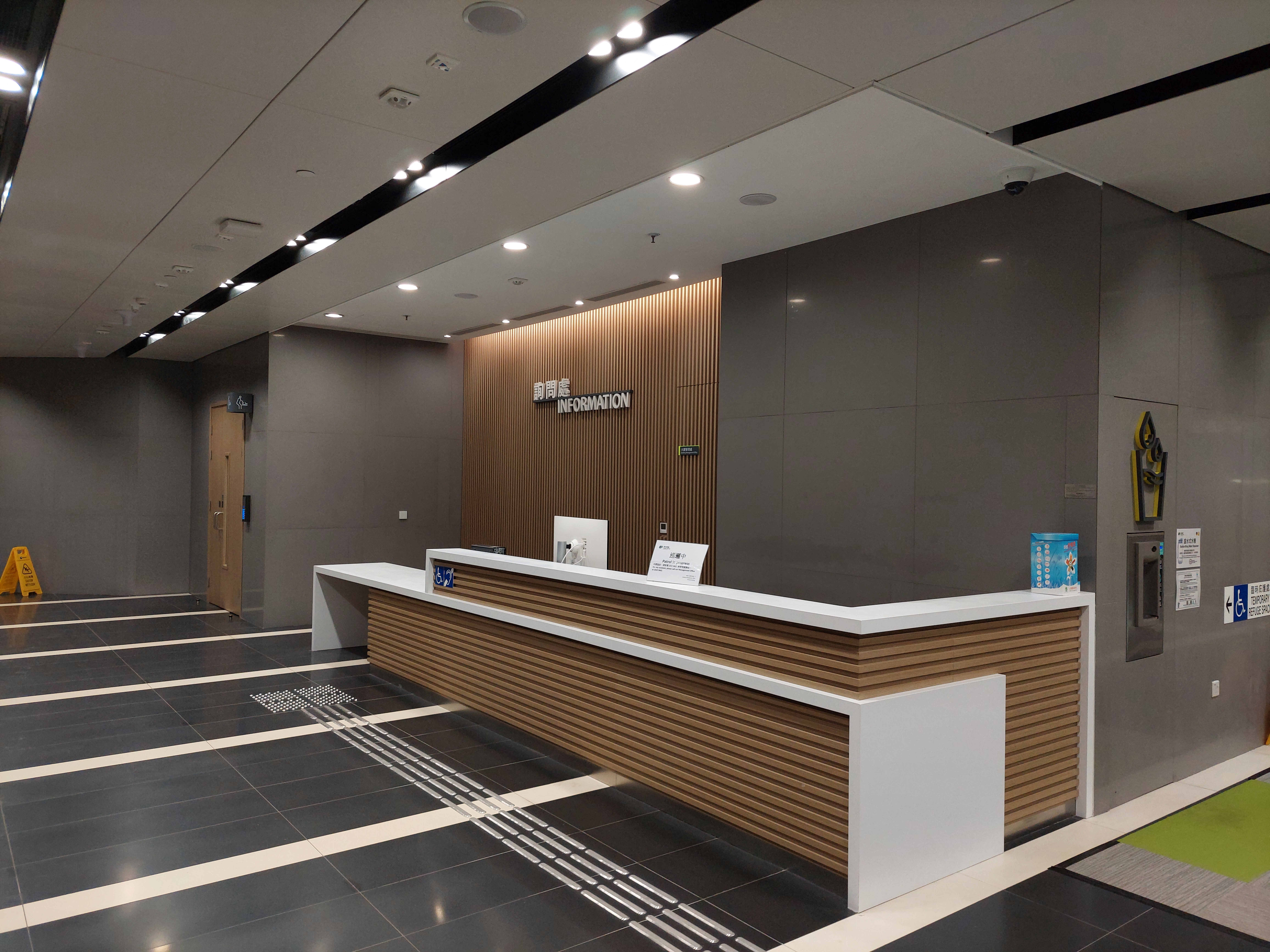
1樓詢問處
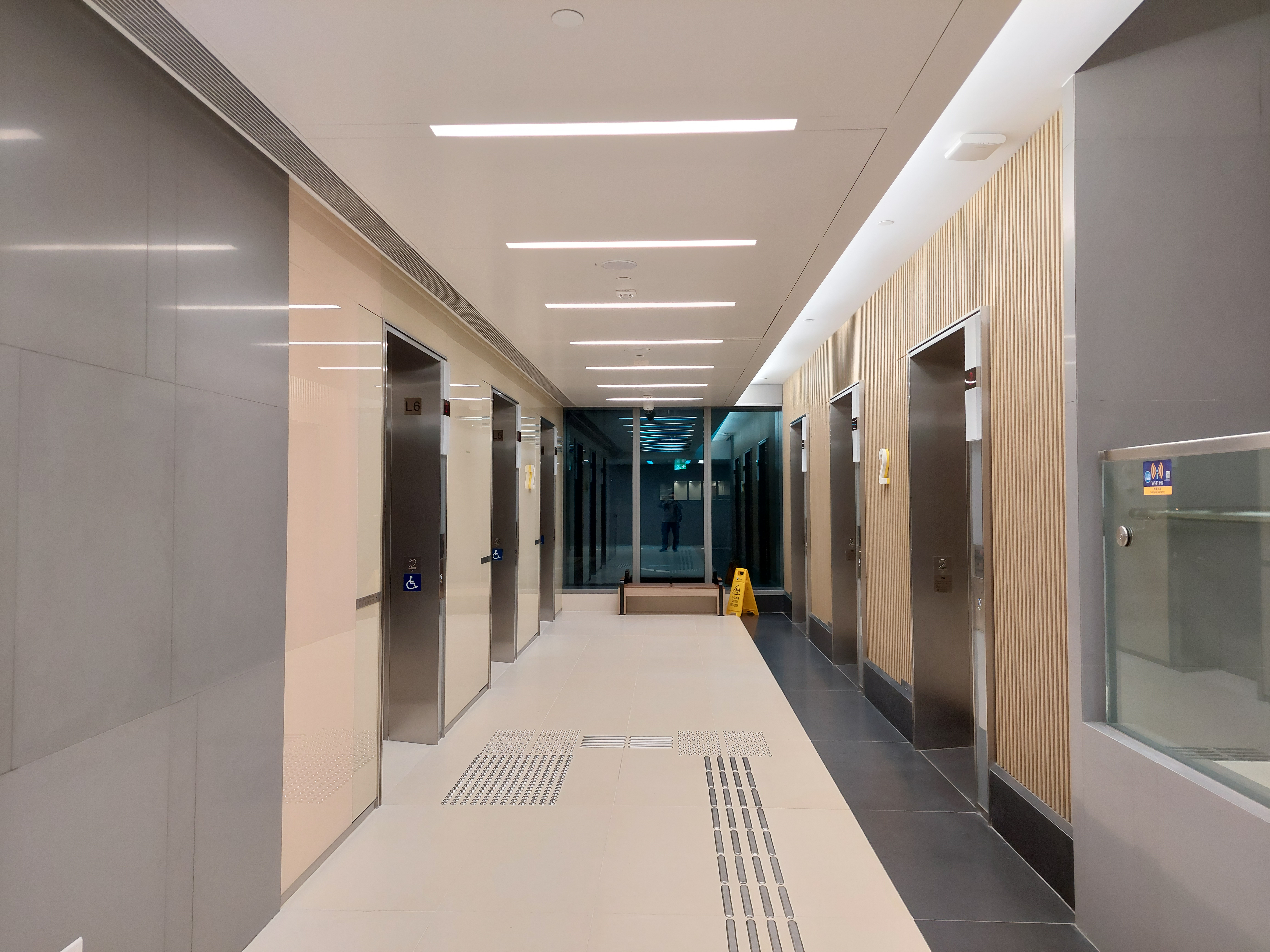
升降機大堂，位於2樓
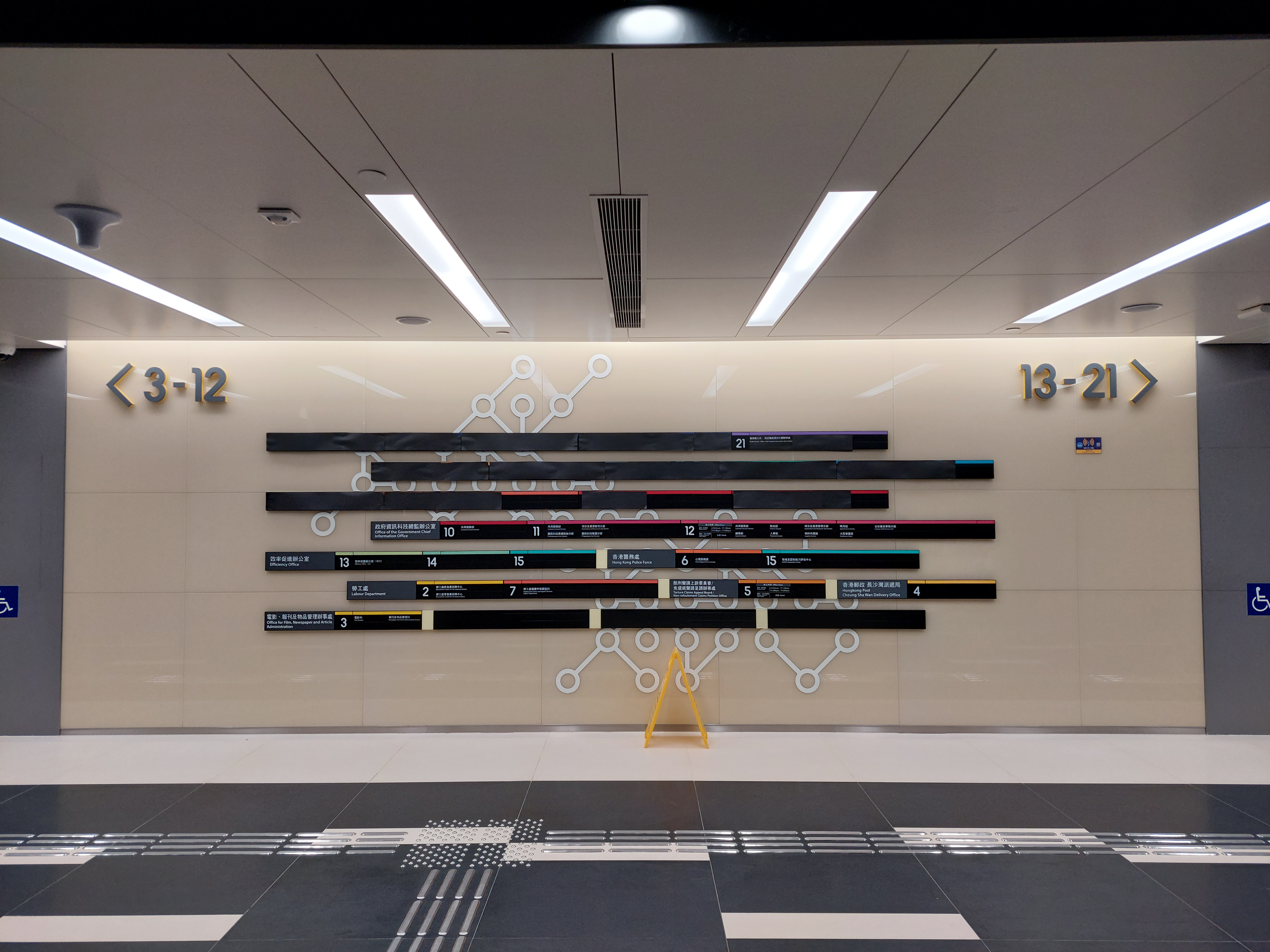
大樓內各部門指示牌

## 興建圖集

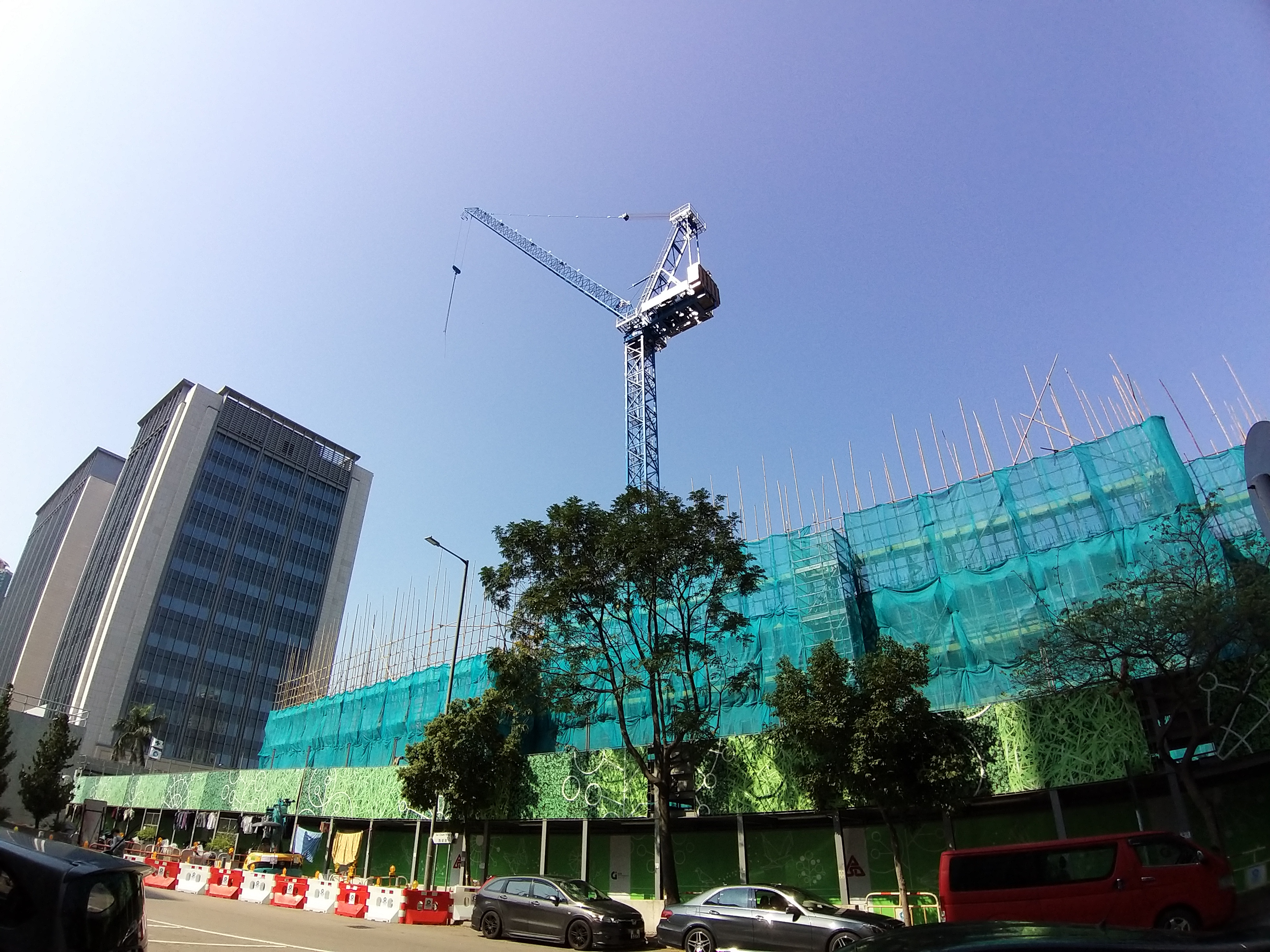
建至2樓（2020年3月）
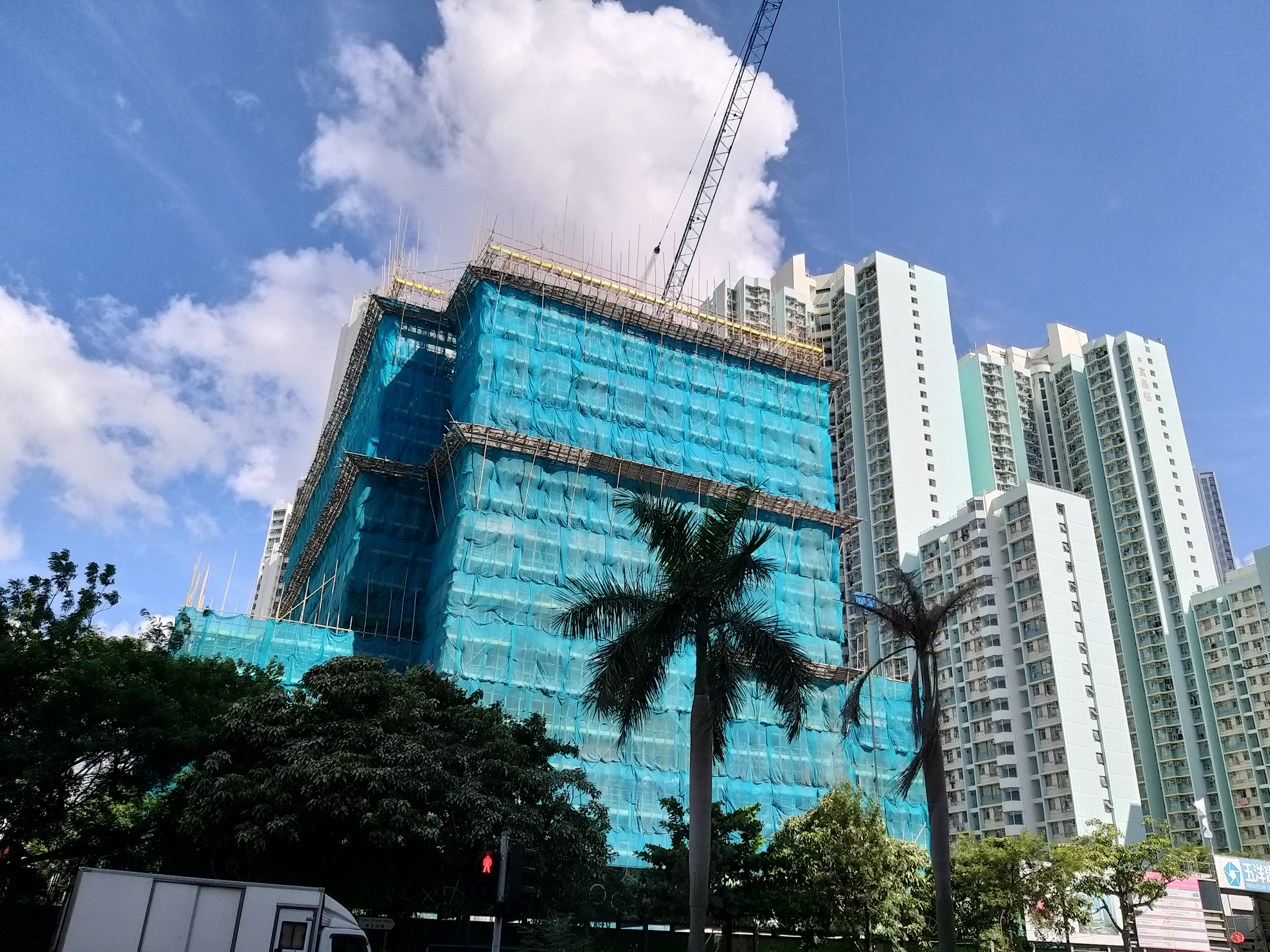
建至一半（2020年7月）
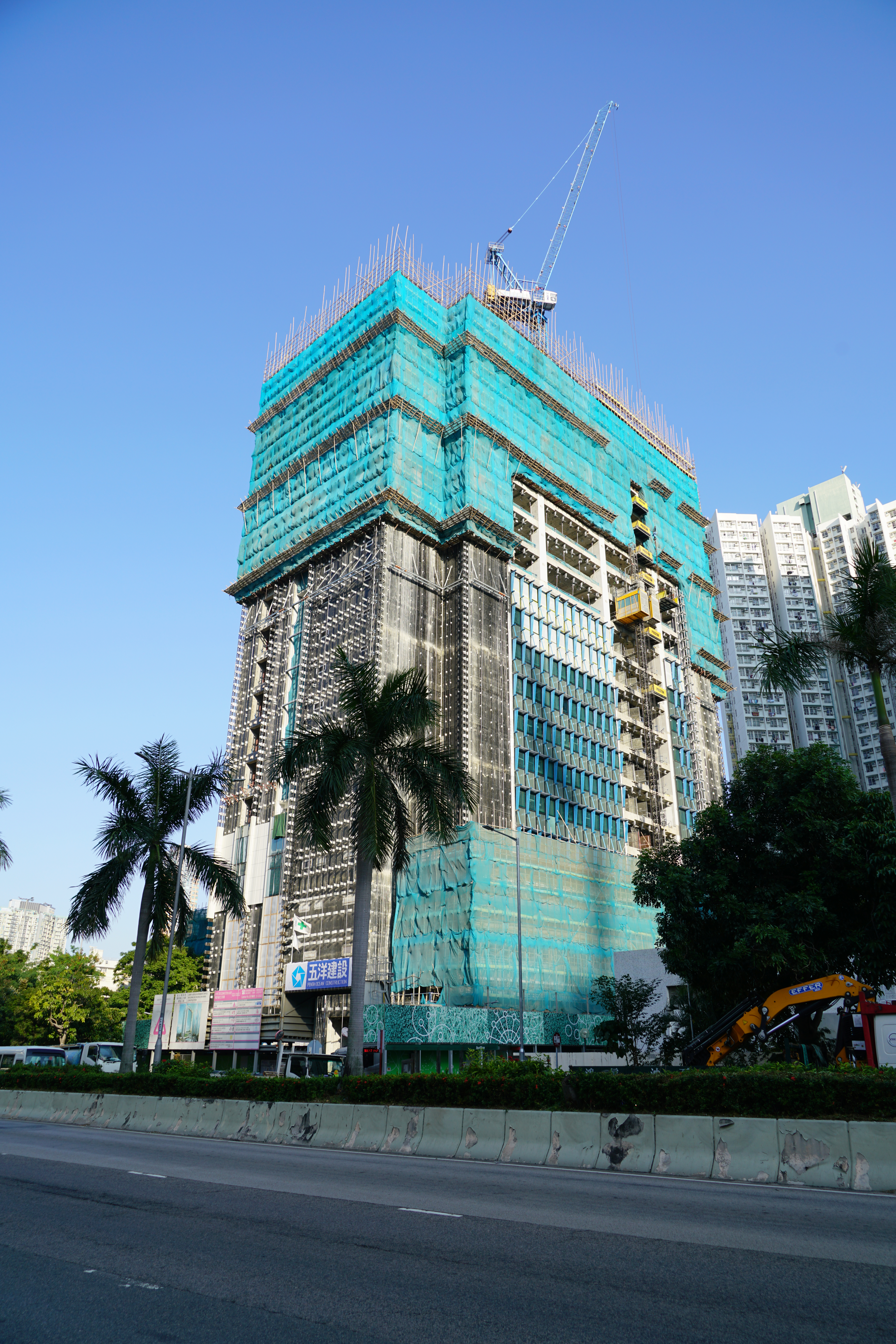
興建中的庫務大樓（2020年11月）
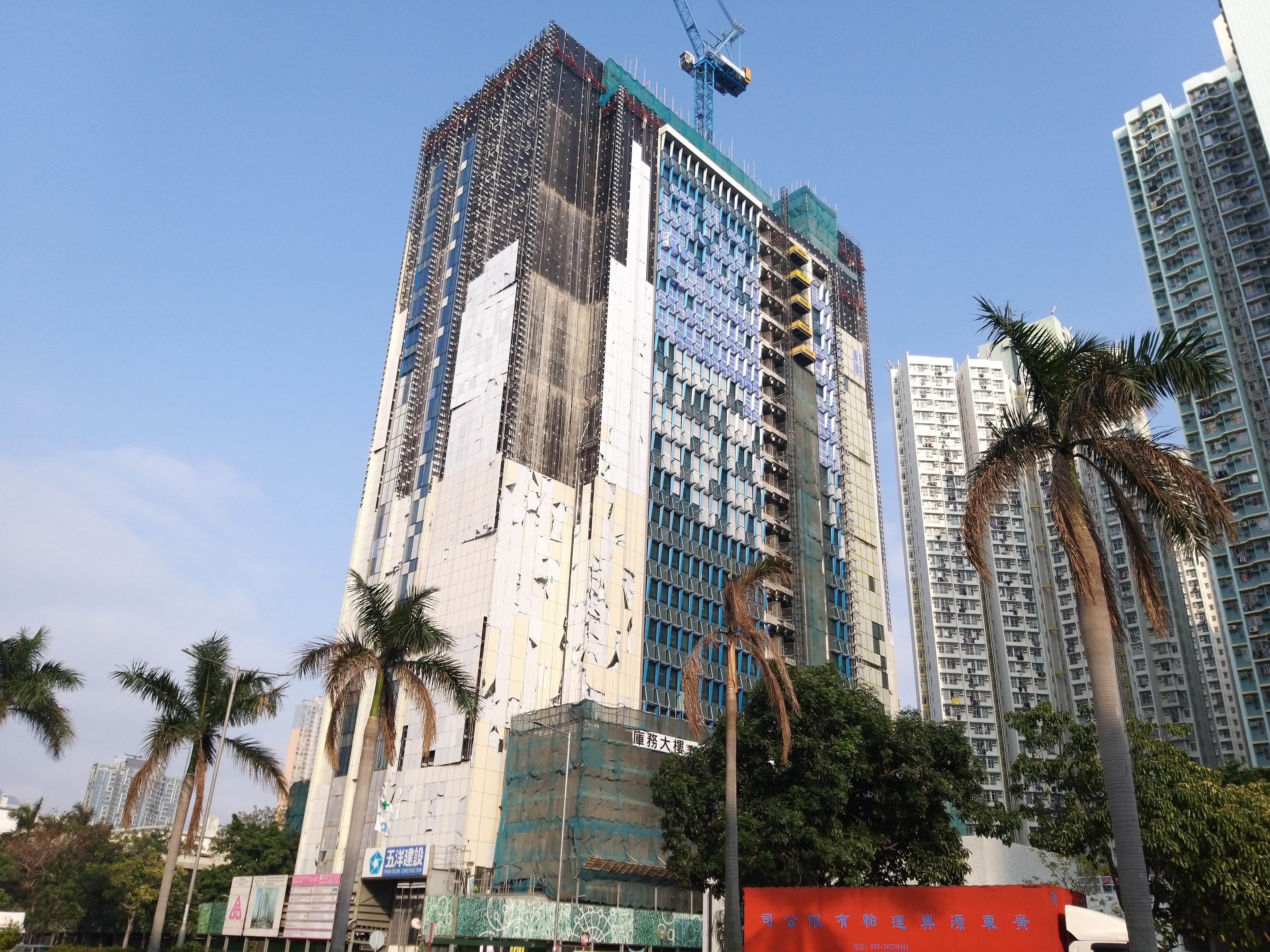
大致封頂（2021年3月）
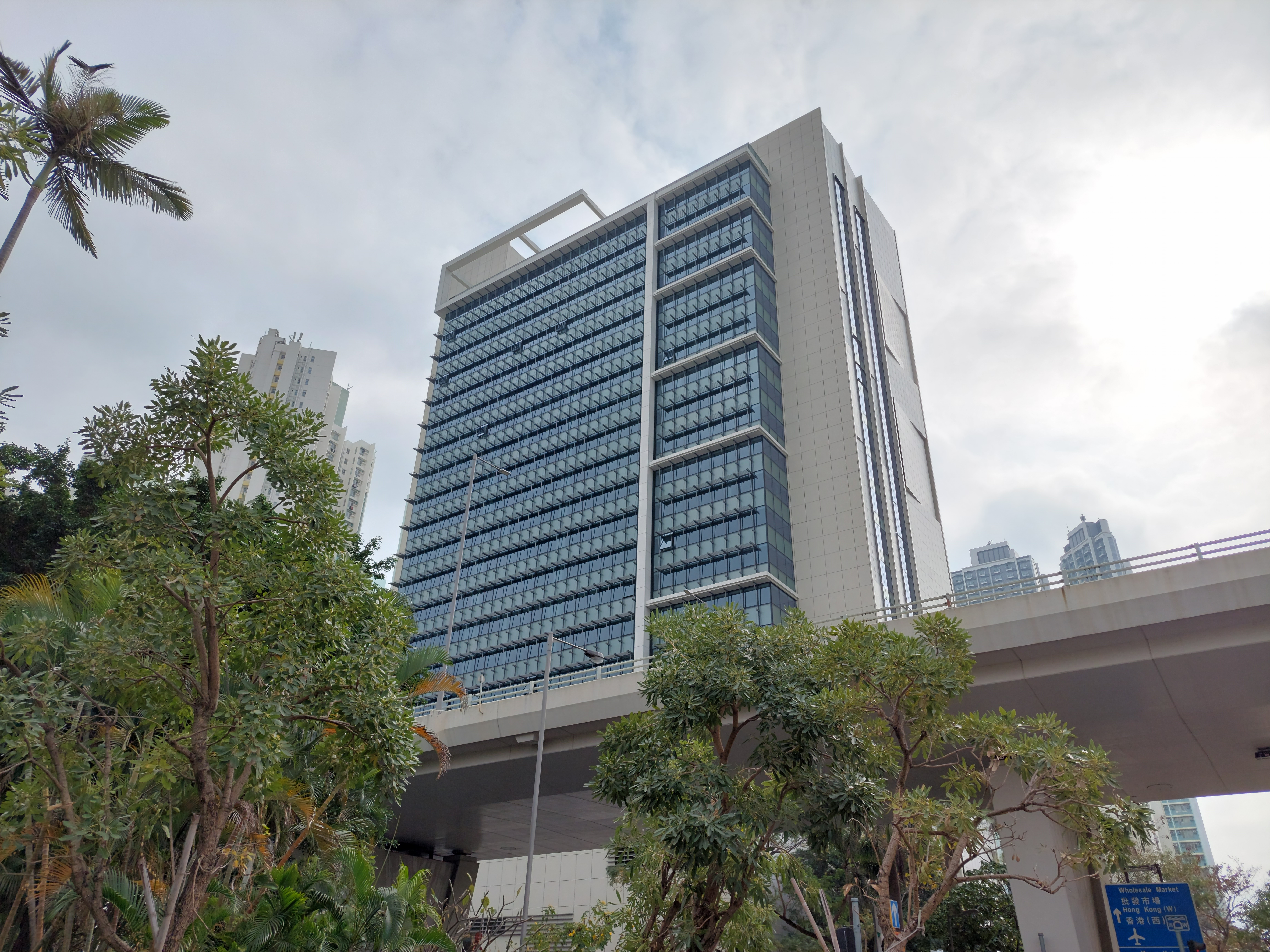
外牆大致完工（2022年1月）

## 鄰近地點
- 榮昌邨/富昌邨/南昌薈
- 西九龍法院大樓
- 海麗邨
- 麗閣邨
- 深水埗公園/深水埗公園游泳池
- 海達邨
- V Walk/匯璽

## 相關參見
- 香港政府合署
- 長沙灣政府合署